# Festungsgürtel Straßburg

Lage des Festungsrings Straßburg und der Feste Kaiser Wilhelm II.

Der Festungsgürtel Straßburg (auch Großfestung Straßburg genannt)
war ein aus 19 Forts bestehender Verteidigungsring, der weitläufig um die Stadt Straßburg herum verlief.
Die einzelnen Forts waren nach der Eingliederung von Elsaß-Lothringen in das deutsche Kaiserreich ab 1871 als Biehlersche Einheitsforts errichtet worden. Heute sind die Befestigungsanlagen, von denen einige noch erhalten sind, durch den grenzüberschreitenden Radweg zu den Forts miteinander verbunden.

## Geschichte

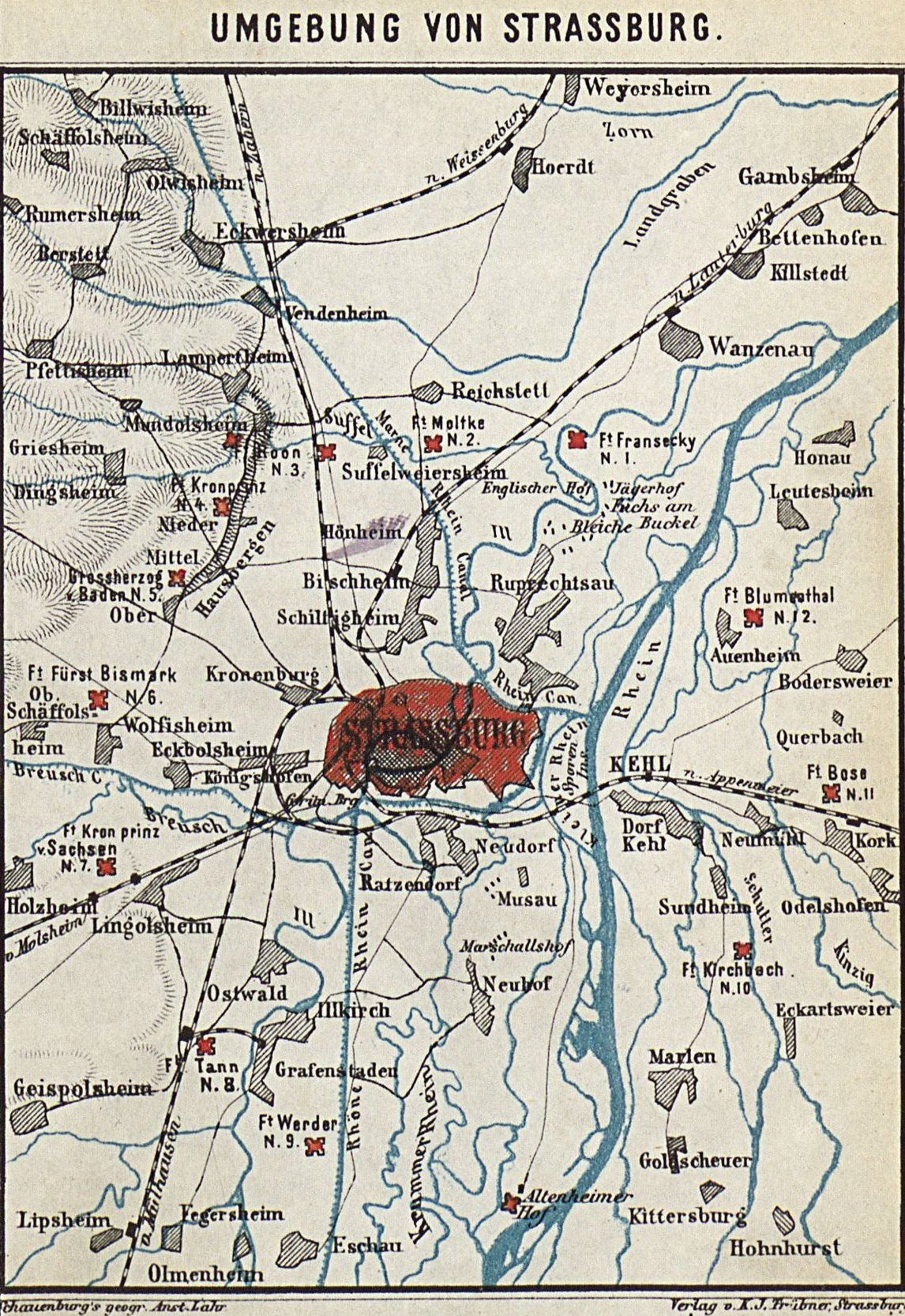
Karte der Umgebung Straßburgs von 1883, auf denen die Forts eingezeichnet sind

Nach dem Deutsch-Französischen Krieg wurde 1871 mit dem Friede von Frankfurt Straßburg Teil des Deutschen Reiches. Die Belagerung Straßburgs 1870 hatte die alten Befestigungsanlagen der Stadt stark in Mitleidenschaft gezogen. Die preußische Armee wollte Straßburg zu einer der wichtigsten Festungen im Westen des Deutschen Reiches ausbauen und so vor einem Angriff Frankreichs schützen. Zusätzlich zu einem inneren Befestigungswall rings um die Stadt wurde dazu in den Jahren zwischen 1871 und 1882 in weitem Umkreis ein Netz aus insgesamt 14 Forts angelegt. Ein Ziel war es, einen Angreifer auf einer Distanz zu halten, in der dieser das Stadtzentrum nicht direkt beschießen konnte. Deshalb wurden die einzelnen Forts in einem Kreis mit Radius von 8 bis 9 Kilometern angeordnet (die Höchstschussweite damaliger Geschütze betrug ca. 5 Kilometer), was der maximalen Reichweite zeitgenössischer Kanonen mit einem gewissen Sicherheitsabstand entsprach.  Auch die Umgebung Kehls wurde in die Festung einbezogen, drei der Forts wurden in den Jahren 1874–1878 rechts des Rheins angelegt (Fort Kirchbach, Fort Blumenthal und Fort Bose).
Zusätzlich zu den 14 Forts wurden zwischen 1885 und 1890 fünf kleinere Forts (Zwischenwerke) gebaut. In dieser Zeit mussten auch die Betonwände wegen der Erfindung von moderner Artilleriemunition (Stichwort: Brisanzgranatenkrise) verstärkt werden. Ebenfalls zur weiteren Befestigung der Stadt wurde ab 1893 etwa 20 km westlich von Straßburg die Feste Kaiser Wilhelm II. errichtet.
Während des Ersten Weltkrieges war Straßburg im Gegensatz zu Mülhausen von keinem Angriff der Franzosen bedroht, an den Forts fanden demzufolge auch keine Kampfhandlungen statt. Das Kriegsmaterial wurde nach und nach an die Front abgezogen, die Forts dienten anschließend teilweise auch als Kriegsgefangenenlager. Nach Ende des Krieges, als Straßburg wieder zu Frankreich gehörte, wurden die Forts – wie alle ehemalig deutschen Befestigungsanlagen auf der französischen Seite – umbenannt, so wurde etwa aus dem Fort Moltke das Fort Rapp. Ein Teil der Werke wurde von der französischen Armee weiter benutzt oder gar ausgebaut, unter anderem bezog man das Fort Ducrot in die Maginot-Linie ein und es wurde entsprechend dem Wissenstand der 1930er Jahre aus- und umgebaut.
Die drei Forts auf der deutschen Seite wurden nach dem Ersten bzw. Zweiten Weltkrieg zerstört. Von den anderen Bauwerken sind heute die meisten übergrünt, und nur vier Festungen sind für die Öffentlichkeit zugänglich.

## Baubeschreibung
Die Festungen wurden nach dem Einheitsfortsystem von Hans Alexis von Biehler gebaut
und haben alle eine ähnliche Bauweise. Sie bestehen aus einem vorgelagerten Waffenplatz, einem Pulvermagazin, Kasernen, Küchen, dem Lazarett, Kasematten und Wachhäusern.

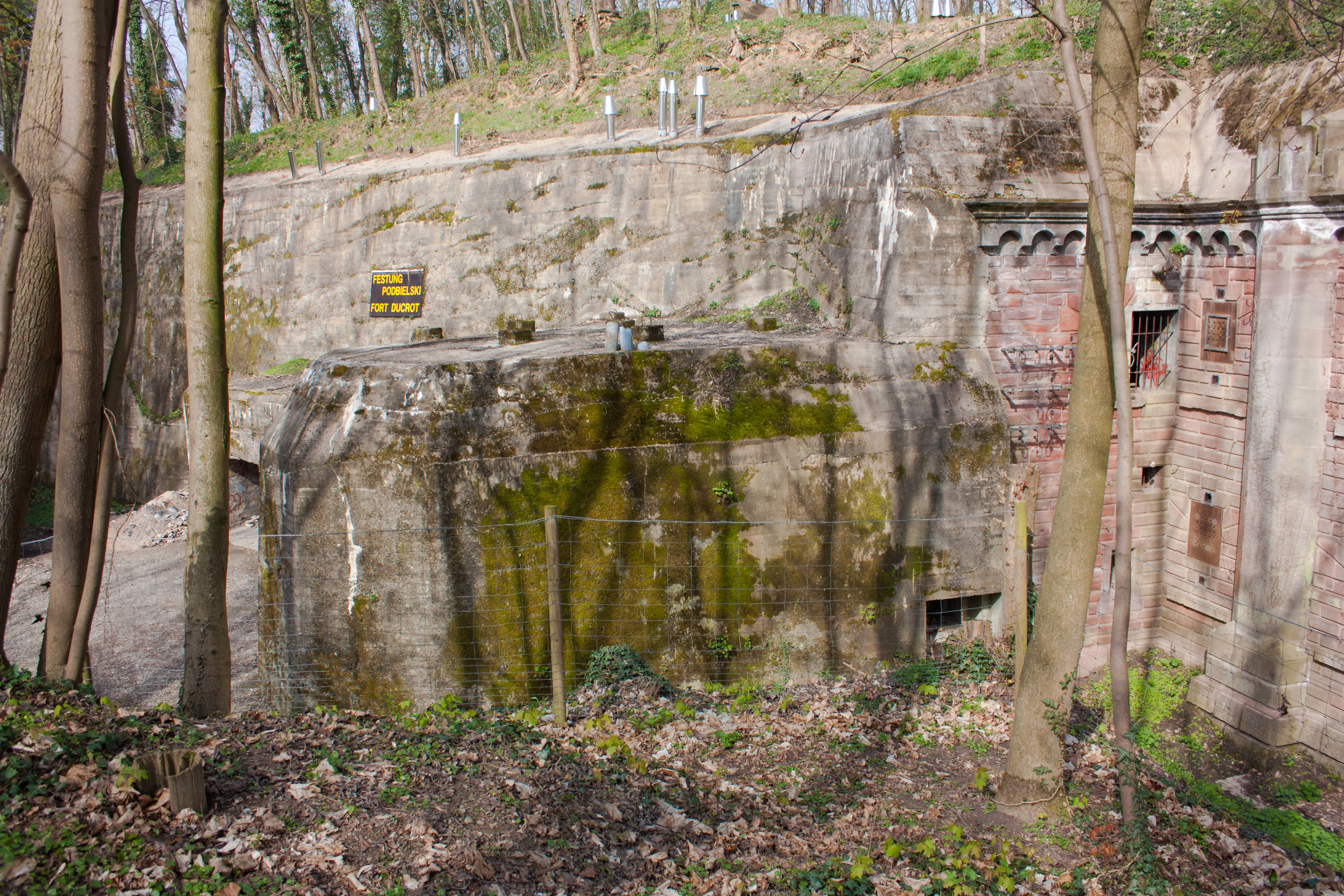
Fort Ducrot
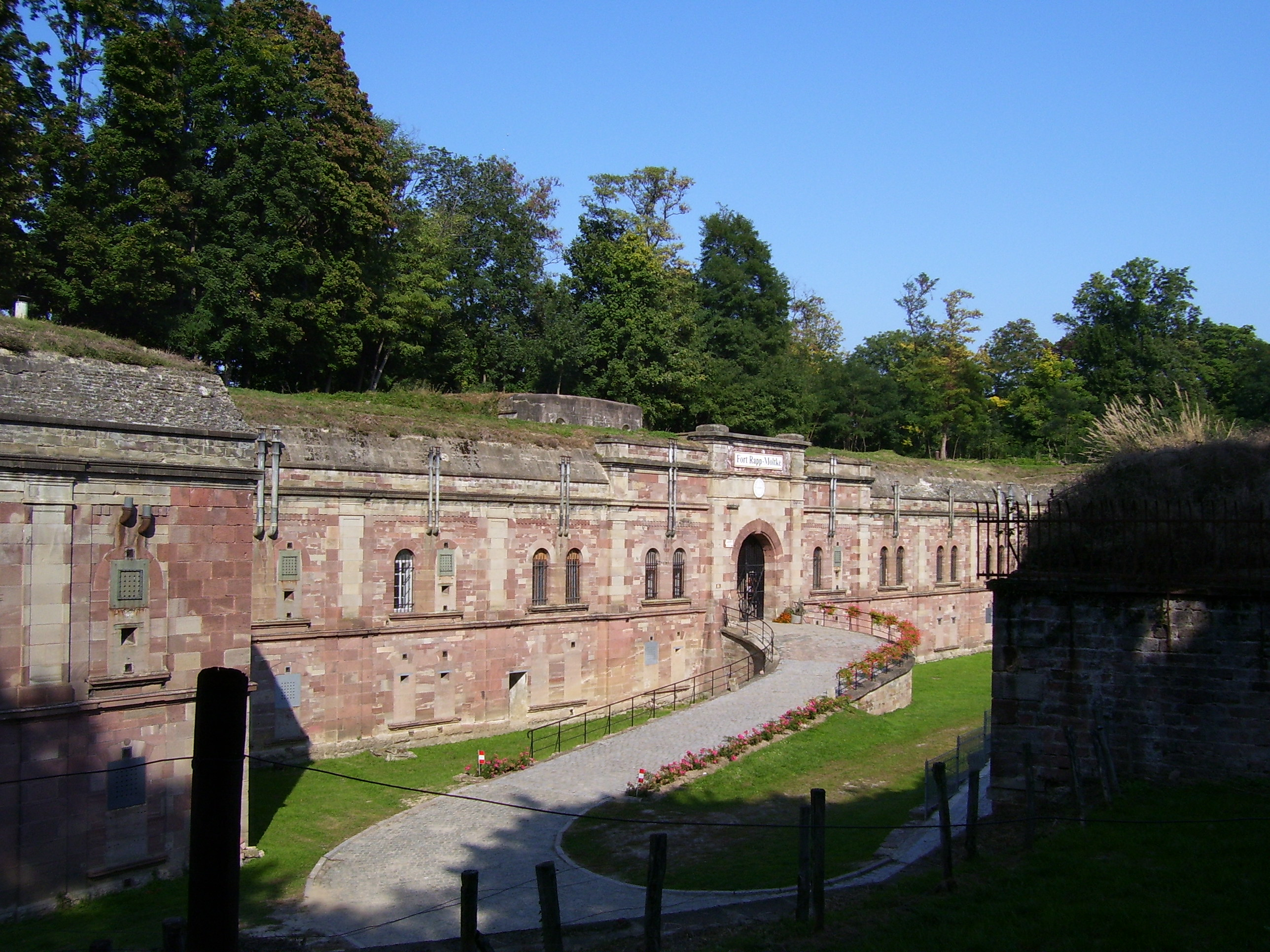
Fort Rapp, Eingang
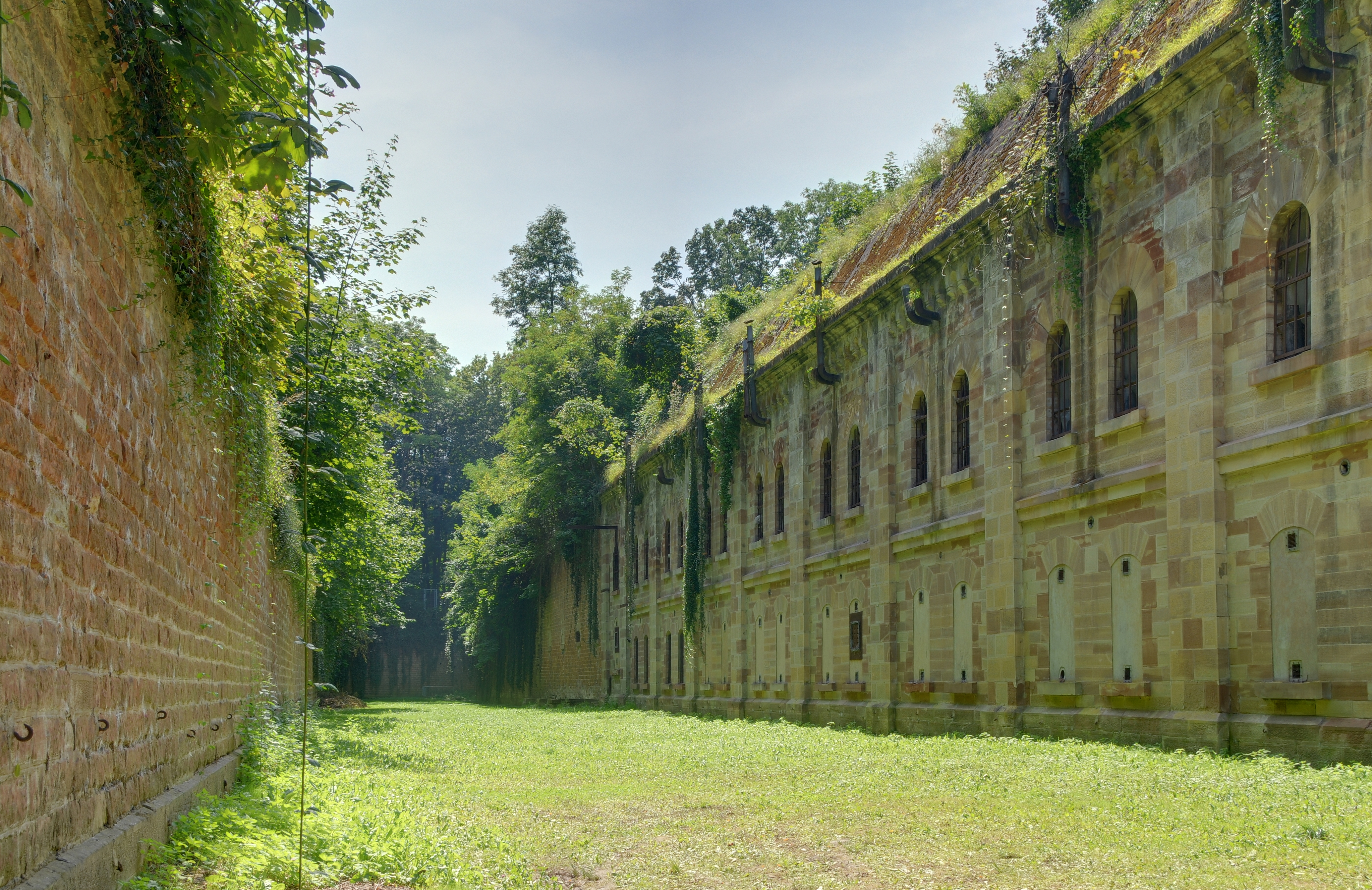
Fort Frère, Festungsgraben
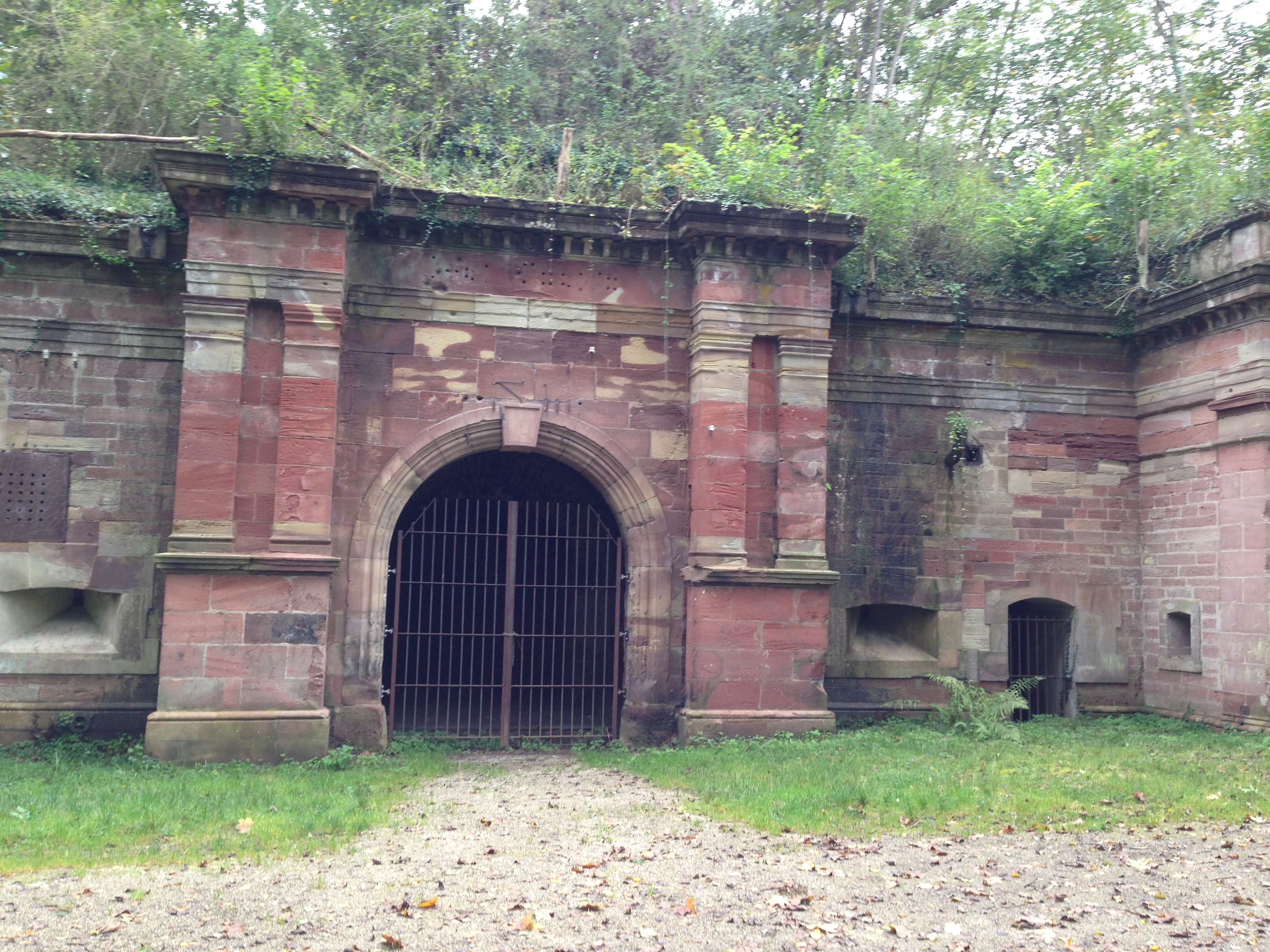
Fort Uhrich
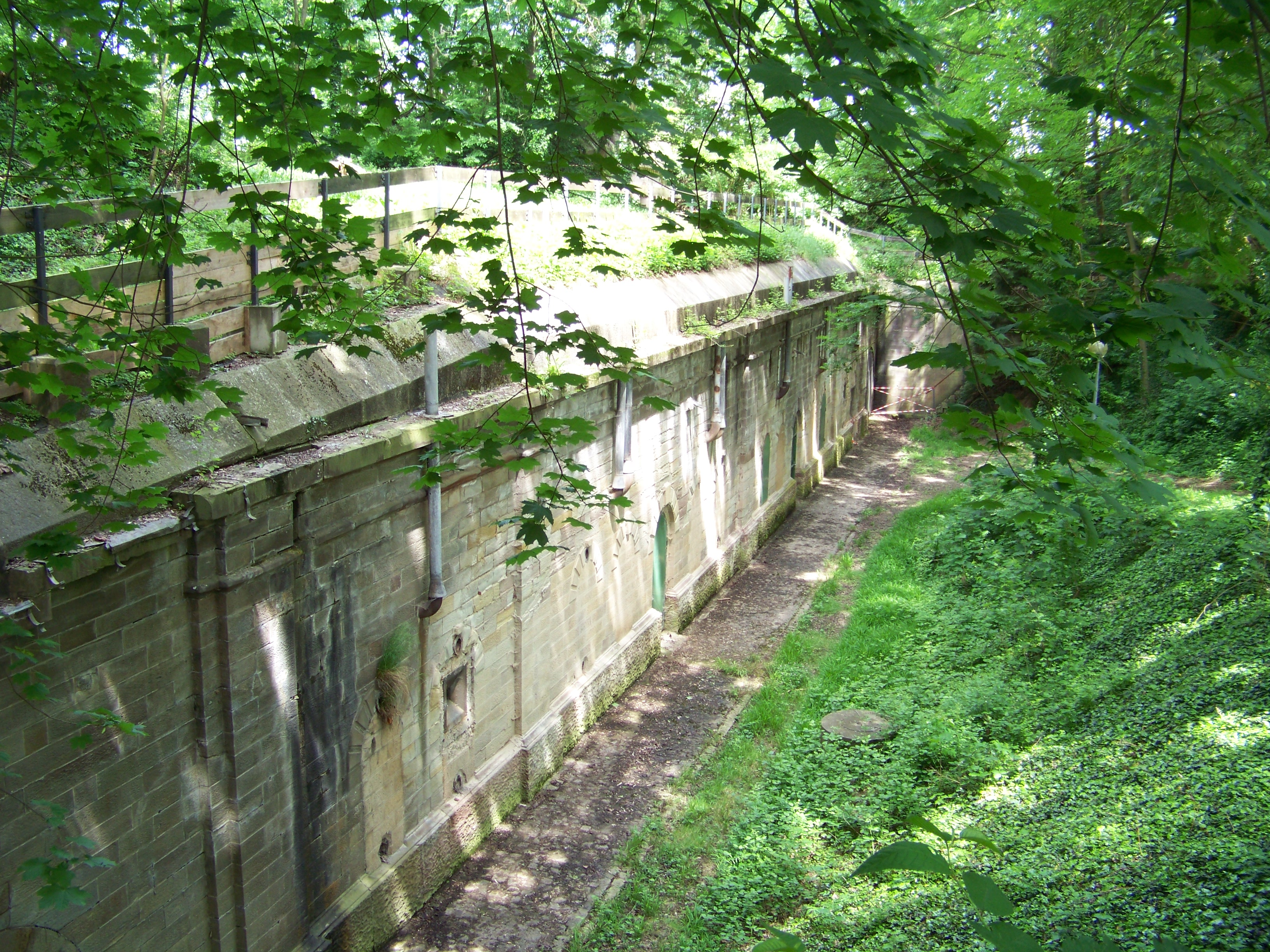
Ouvrage Frere-Kleber
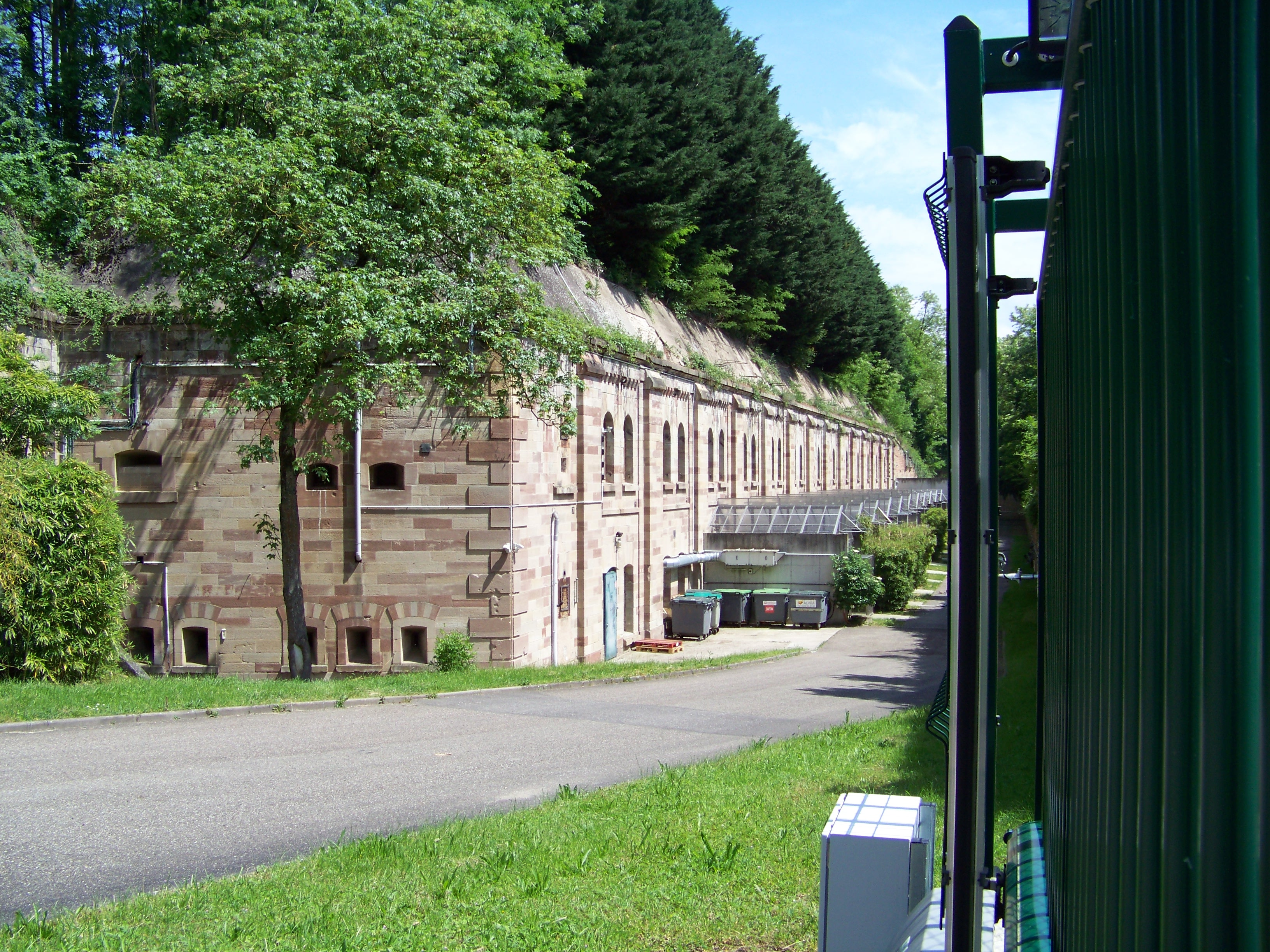
Fort Foch

## Liste der Forts
Ursprünglich trugen die Forts die Namen deutscher Generäle und Politiker. Nach dem Ersten Weltkrieg wurden sie mit Ausnahme der drei rechtsrheinischen Forts auf die Namen französischer Generäle und Marschälle umbenannt.
| Name            | Name bis 1918               | Gemeinde               | Land | Baujahr | öffentlich zugänglich | Geokoordinaten                  |
| --------------- | --------------------------- | ---------------------- | ---- | ------- | --------------------- | ------------------------------- |
| Fort Rapp       | Feste Moltke                | Reichstett             | F    | 1874    | ja                    | 48° 38′ 26″ N, 7° 45′ 20″ O     |
| Fort Ney        | Feste Fransecki             | Straßburg La Robertsau | F    | 1876    | nein                  | 48° 38′ 20″ N, 7° 47′ 47″ O     |
| Fort Blumenthal |                             | Auenheim               | D    | 1878    | nein                  | 48° 36′ 21,8″ N, 7° 50′ 40,6″ O |
| Fort Bose       |                             | Neumühl                | D    | 1878    | nein                  | 48° 34′ 30,4″ N, 7° 51′ 27″ O   |
| Fort Kirchbach  |                             | Sundheim               | D    | 1878    | nein                  | 48° 32′ 50,4″ N, 7° 50′ 25,4″ O |
| Fort Hoche      | Feste Schwarzhoff           | Straßburg-Neuhof       | F    | 1879    | nein                  | 48° 29′ 39″ N, 7° 46′ 9″ O      |
| Fort Uhrich     | Feste Werder                | Illkirch-Graffenstaden | F    | 1876    | nein                  | 48° 30′ 40″ N, 7° 43′ 22″ O     |
| Fort Lefebvre   | Feste von der Tann          | Geispolsheim           | F    | 1876    | nein                  | 48° 31′ 36″ N, 7° 41′ 27″ O     |
| Fort Joffre     | Feste Kronprinz von Sachsen | Lingolsheim            | F    | 1875    | nein                  | 48° 33′ 32″ N, 7° 39′ 55″ O     |
| Fort Kléber     | Feste Fürst Bismarck        | Wolfisheim             | F    | 1875    | ja                    | 48° 35′ 23″ N, 7° 39′ 45″ O     |
| Fort Frère      | Feste Großherzog von Baden  | Oberhausbergen         | F    | 1875    | ja                    | 48° 36′ 54″ N, 7° 40′ 50″ O     |
| Fort Foch       | Feste Kronprinz             | Niederhausbergen       | F    | 1875    | nein                  | 48° 37′ 38″ N, 7° 41′ 34″ O     |
| Fort Ducrot     | Feste Podbielski            | Mundolsheim            | F    | 1882    | ja                    | 48° 38′ 24″ N, 7° 42′ 16″ O     |
| Fort Desaix     | Feste Roon                  | Mundolsheim            | F    | 1875    | nein                  | 48° 38′ 17″ N, 7° 43′ 27″ O     |

| Name                      | Name bis 1918                                  | Gemeinde               | Land | Baujahr | öffentlich zugänglich | Geokoordinaten              |
| ------------------------- | ---------------------------------------------- | ---------------------- | ---- | ------- | --------------------- | --------------------------- |
| Ouvrage Neuf – Empert     | Zwischenwerk 1 Neu – Empert                    | La Wantzenau           | F    | 1889    | nein                  | 48° 38′ 10″ N, 7° 49′ 18″ O |
| Ouvrage Ney – Rapp        | Zwischenwerk 2 Fransecky – Moltke              | Reichstett             | F    | 1890    | nein                  | 48° 38′ 22″ N, 7° 46′ 30″ O |
| Ouvrage Frère – Kléber    | Zwischenwerk 3 Großherzog von Baden – Bismarck | Oberhausbergen         | F    | 1889    | ja                    | 48° 35′ 55″ N, 7° 40′ 30″ O |
| Ouvrage Joffre – Lefebvre | Zwischenwerk 4 Kronprinz von Sachsen – Tann    | Lingolsheim            | F    | 1889    | ja                    | 48° 32′ 46″ N, 7° 40′ 41″ O |
| Ouvrage Uhrich – Hoche    | Zwischenwerk 5 Werder – Schwarzhoff            | Illkirch-Graffenstaden | F    | 1890    | nein                  | 48° 30′ 2″ N, 7° 45′ 2″ O   |

## Radweg zu den Forts
Entlang der 19 Forts führt seit 2011 der Radweg zu den Forts (französisch: Piste des forts, dieser Name wird teilweise auch im Deutschen verwendet).
Dieser grenzüberschreitende Fahrradrundweg hat eine Länge von 85 km, wobei sich etwa 20 km auf deutscher Seite befinden.
Die Strecke umkreist weitläufig Straßburg und überquert dabei zweimal den Rhein, und zwar über die Pierre-Pflimlin-Brücke und die Passerelle des Deux Rives. Auf deutscher Seite führt der Radweg durch die Kehler Ortschaften Auenheim, Neumühl und Sundheim; auf französischer Seite verläuft die Strecke im Süden an Illkirch vorbei, entlang des Breuschkanals, des Rhein-Marne Kanals sowie des Rhein-Rhône-Kanals, im Norden geht es bis La Wantzenau und durch den Robertsauer Wald.